# ISO 3166-2:PT
ISO 3166-2:PT é o subconjunto de códigos definidos no ISO 3166-2, parte do padrão ISO 3166 publicado pela Organização Internacional para Padronização (ISO), para os nomes das principais subdivisões de Portugal.
Os códigos cobrem 18 distritos e as duas regiões autónomas. Cada código é composto de duas partes, separadas por um hífen. A primeira parte é PT, o código ISO 3166-1 alfa-2 de Portugal, e a segunda parte é subcódigo um dois dígitos.

## Códigos actuais
Códigos ISO 3166 e nomes de subdivisões estão listados como é o padrão oficial publicado pela Agência de Manutenção (ISO 3166/MA). As colunas podem ser classificadas clicando nos respectivos botões.
| Código HASC | Código ISO | Subdivisão nome  | Subdivisão tipo |
| ----------- | ---------- | ---------------- | --------------- |
| PT.AC       | PT-20      | Açores           | região autónoma |
| PT.AV       | PT-01      | Aveiro           | distrito        |
| PT.BE       | PT-02      | Beja             | distrito        |
| PT.BR       | PT-03      | Braga            | distrito        |
| PT.BA       | PT-04      | Bragança         | distrito        |
| PT.CB       | PT-05      | Castelo Branco   | distrito        |
| PT.CO       | PT-06      | Coimbra          | distrito        |
| PT.EV       | PT-07      | Évora            | distrito        |
| PT.FA       | PT-08      | Faro             | distrito        |
| PT.GU       | PT-09      | Guarda           | distrito        |
| PT.LE       | PT-10      | Leiria           | distrito        |
| PT.LI       | PT-11      | Lisboa           | distrito        |
| PT.MA       | PT-30      | Madeira          | região autónoma |
| PT.PA       | PT-12      | Portalegre       | distrito        |
| PT.PO       | PT-13      | Porto            | distrito        |
| PT.SA       | PT-14      | Santarém         | distrito        |
| PT.SE       | PT-15      | Setúbal          | distrito        |
| PT.VC       | PT-16      | Viana do Castelo | distrito        |
| PT.VR       | PT-17      | Vila Real        | distrito        |
| PT.VI       | PT-18      | Viseu            | distrito        |